# Grand Prix Tarquinia
Le Grand Prix Tarquinia  est une ancienne course cycliste en ligne italienne disputée de 1968 à 1971 au Latium. 
L'épreuve se disputait dans la région du Latium à Tarquinia.

## Palmarès
| Année | Vainqueur         | Deuxième            | Troisième          |
| ----- | ----------------- | ------------------- | ------------------ |
| 1968  | Ugo Colombo       | Aldo Moser          | Attilio Benfatto   |
| 1969  | Pietro Campagnari | Alberto Della Torre | Felice Salina      |
| 1970  | Franco Bitossi    | Fabrizio Fabbri     | Wilmo Francioni    |
| 1971  | Fabrizio Fabbri   | Arnaldo Caverzasi   | Giancarlo Polidori |